# Miaounja
Miaoundja (en russe : Улаганский) est une commune urbaine russe du raïon de Soussouman de l'oblast de Magadan, dans la région extrême-orientale de la Kolyma. Sa population s'élevait à 1 033 habitants en 2023.

## Géographie
La commune de Miaoundja se situe dans l'oblast de Magadan, un oblast de la Sibérie du nord-est, en Russie extrême-orientale. La localité fait partie de la région de la Kolyma, et du district fédéral d'Extrême-Orient. Elle se trouve dans le raïon de Soussouman, une subdivision de l'oblast.  
Miaoundja, comme tout l'oblast de Magadan, se trouve dans le fuseau horaire MSK+8 (heure de Magadan). Le décalage horaire appliqué par rapport au temps universel coordonné est +10:00.

## Démographie
Recensements (*) et estimations de la population :
| 1959* | 1970* | 1979* | 1989* |
| ----- | ----- | ----- | ----- |
| 4 390 | 3 342 | 5 001 | 5 090 |

| 2002 * | 2010* | 2021* | 2023  |
| ------ | ----- | ----- | ----- |
| 2 131  | 1 663 | 1 069 | 1 033 |